# Podensac
Podensac (gaskonsko Podençac) je naselje in občina v jugozahodnem francoskem departmaju Gironde regije Akvitanije. Leta 2008 je naselje imelo 2.609 prebivalcev.

## Geografija
Naselje leži v pokrajini Gaskonji ob reki Garoni, 31 km jugovzhodno od Bordeauxa.

## Uprava
Podensac je sedež istoimenskega kantona, v katerega so poleg njegove vključene še občine Arbanats, Barsac, Budos, Cérons, Guillos, Illats, Landiras, Portets, Preignac, Pujols-sur-Ciron, Saint-Michel-de-Rieufret in Virelade s 17.530 prebivalci.
Kanton Podensac je sestavni del okrožja Langon.

## Zanimivosti
- vodni stop Le Corbusier,
- cerkev sv. Vincenca,
- spomenik mrtvim.